# Waalo
Il Regno di Waalo (Oualo) è stato un regno nella regione nel tratto inferiore del fiume Senegal in Africa occidentale, negli odierni stati del Senegal e della Mauritania. 

## Storia

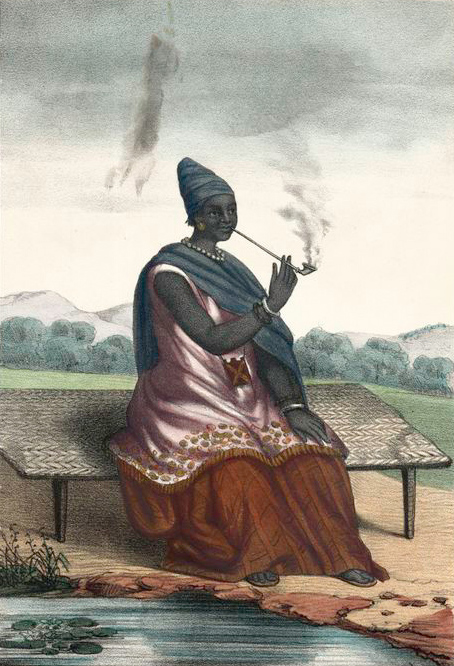
Una regina waalo in una stampa del 1853.

Il regno di Waalo includeva parti della valle e regioni a nord e a sud,  fino all'Oceano Atlantico. A nord confinava con gli Emirati moreschi; a sud c'era il Regno di Cayor; ad est vi era l'Impero Wolof.
Waalo ha avuto un sistema politico e sociale complicato, che ha influenzato la cultura Wolof di oggi in Senegal, in particolare il suo sistema di caste rigido e altamente formalizzato. Il regno è stato indirettamente ereditario, governato da tre famiglie matriarcali: Logar, Tedyek e Joos, tutte provenienti da diverse etnie. La sua storia include costanti lotte tra queste famiglie per diventare "brak" o re di Waalo, e guerre con i suoi vicini. 
Il Regno di Waalo è stato fondato nel 1287 dalla figura semileggendaria di NDiadiane Ndiaye, separandosi dal regno di Jolof, di cui fu un vassallo. 
La capitale è stata prima Diourbel (Guribel) sulla riva nord del fiume Senegal (oggi in Mauritania), quindi Ndiangué sulla riva sud del fiume, quindi la capitale fu trasferita a Nder, sulla riva ovest del Lago di Guiers. Waalo è stata oggetto di costante incursioni per la cattura di schiavi non solo dai Mori, ma anche nelle guerre intestine. 
Il brak governava insieme ad un governo, il Seb Ak Baor, su una complicata gerarchia di funzionari e dignitari. Le donne avevano posizioni prominenti in campo politico e militare. 
Waalo aveva lucrativi trattati con i francesi, che avevano stabilito la loro base presso l'isola di Saint-Louis (ora Saint-Louis (Senegal)) in prossimità della foce del fiume. A Waalo veniva pagata una tassa per ogni carico di gomma arabica o schiavi che veniva spedito sul fiume, in cambio della sua "protezione" del commercio. 
Alla fine questa protezione divenne inefficace. I vassalli di Waalo, come Bethio, fecero una secessione. Il Regno di Waalo venne conquistato nel 1855 dai francesi, in una campagna del governatore Louis Faidherbe. Questa è stata la prima grande conquista nell'entroterra da parte francese, che in seguito ottennero tutti i territori di Mauritania, Senegal e Sudan francese (ora Mali). In tutto, Waalo ha avuto 52 re sin dalla sua fondazione. 
Waalo aveva una propria religione tradizionale africana. La classe dirigente è stata lenta ad accettare l'Islam, che si era diffuso nella valle; il brak si convertì infatti solo nel XIX secolo.

## Re di Waalo dopo la caduta di Jolof
- 1674 - 1708 Naatago Aram Bakar
- 1708 - 1733  Njak Aram Bakar Teedyek
- 1733 - 1734  Yerim Nadate Bubu
- 1734 - 1735  Meu Mbody Kumba Khedy
- 1735 - 1736  Yerim Khode Fara Mboj
- 1736 - 1780  Njak Xuri Yop
- 1780 - 1795?  Fara Penda Teg Rel
- 1795 - 1805  Njak Kumba Xuri Yay Mboj
- 1805 - 1810  Saayodo Yaasin Mboj
- 1810 - 1816  Kuli Mbaaba Mboj
- 1816 - 1825  Amar Faatim Mborso Mboj
- 1825 - dicembre 1827  Yerim Mbañik Teg-Rella Mboj
- Dicembre 1827 - 1830  Fara Penda Adamo Sal Mboj
- 7 luglio 1830 - 1832  Xerfi Xari Daaro
- 1832 - 1833  Fara Penda Adamo Sal Mboj
- 21 luglio 1833 - 1835  Xerfi Xari Daaro
- 1835 - 30 ottobre 1840  Fara Penda Adamo Sal Mboj
- Novembre 1840 - Febbraio 1855  MO Mboj Maalik Mboj